# Cansu
Cansu är ett förnamn av turkiskt ursprung, som främst bärs av kvinnor men även av män och som efternamn. 

## Etymologi
Namnet är sammansatt av can (persiskt ursprung, som betyder "liv, själ, ande") och su (turkiskt ursprung, som betyder "vatten").

## Utbredning

### Sverige
I Sverige fanns det 56 kvinnor som bar namnet Cansu vid årsslutet 2015, och 85 bar det som efternamn

## Personer som bär namnet

### Förnamn
- Cansu Çetin (född 1993), turkisk volleybollspelare
- Cansu Dere (född 1980), turkisk modell och skådespelare
- Cansu Köksal (född 1994), turkisk basketbollspelare
- Cansu Yağ (född 1990), turkisk fotbollsspelare
- Cansu Özdemir (född 1988), kurdisk-tysk politiker

### Efternamn
- Büşra Cansu (född 1990), turkisk volleybollspelare